# Begaafdheid
Begaafdheid, talent of aanleg is een bijzonder goed ontwikkelde eigenschap van een bepaald persoon. Het woord wordt gebruikt in verband met vele vermogens. Iemand kan bijvoorbeeld talent hebben voor bepaalde schoolvakken of wetenschappen, werkzaamheden, sport, creatieve uitingen (kunst) of sociale interacties.
Bij begaafdheid spelen de aangeboren eigenschappen een grote rol. Dit in tegenstelling tot vaardigheid, waarbij vooral ervaring en handigheid een rol speelt.
Begaafdheid is gerelateerd aan intelligentie, maar om ze in praktijk te brengen is meer nodig. Begaafdheid moet worden ontwikkeld. Er moeten ook vaardigheden worden aangeleerd. Wanneer men spreekt over genieën, dan manifesteren zij zich in meerdere richtingen of genres.

## Voorbeelden
Zo is een begaafd violist niet alleen intelligent genoeg om de noten goed te lezen en te interpreteren, maar moet deze ook nog voldoende doorzettingsvermogen bezitten om viool te leren spelen, en ook voldoende flexibele vingers, een goed gehoor hebben, et cetera. Een begaafd musicus geeft vaak een 'eigen' stijl aan de uitgevoerde muziekwerken. Een getalenteerd (begaafd) kunstschilder wordt beroemd wegens zijn interpretaties van de geschilderde onderwerpen, niet alleen vanwege zijn techniek (vaardigheid). Iets dergelijks geldt ook voor een auteur of schrijver.